# Three Lakes (Florida)
Three Lakes és una concentració de població designada pel cens dels Estats Units a l'estat de Florida. Segons el cens del 2000 tenia 6.955 habitants.

## Demografia
Segons el cens del 2000, Three Lakes tenia 6.955 habitants, 2.463 habitatges, i 1.889 famílies. La densitat de població era de 823,7 habitants/km².
Dels 2.463 habitatges en un 44,8% hi vivien nens de menys de 18 anys, en un 56,4% hi vivien parelles casades, en un 15,8% dones solteres, i en un 23,3% no eren unitats familiars. En el 16,9% dels habitatges hi vivien persones soles el 2,1% de les quals corresponia a persones de 65 anys o més que vivien soles. El nombre mitjà de persones vivint en cada habitatge era de 2,82 i el nombre mitjà de persones que vivien en cada família era de 3,19.
Per edats la població es repartia de la següent manera: un 28,3% tenia menys de 18 anys, un 9,4% entre 18 i 24, un 40,8% entre 25 i 44, un 16,1% de 45 a 60 i un 5,4% 65 anys o més.
L'edat mediana era de 31 anys. Per cada 100 dones de 18 o més anys hi havia 85,5 homes.
La renda mediana per habitatge era de 54.830 $ i la renda mediana per família de 58.424 $. Els homes tenien una renda mediana de 37.194 $ mentre que les dones 30.481 $. La renda per capita de la població era de 22.832 $. Entorn del 6,7% de les famílies i el 8% de la població estaven per davall del llindar de pobresa.

## Poblacions més properes
El següent diagrama mostra les poblacions més properes.